# Juan Pablo Buono-Core Berardi
Juan Pablo Buono-Core Berardi (Santiago de Chile, 23 de marzo de 1968)es un abogado chileno. Se desempeñó como Fiscal de la República del Ministerio Público entre los años 2001 y 2012 en la Región del Maule y la Región Metropolitana. Actualmente ejerce libremente la profesión de abogado. 

## Biografía
Estudió en la Universidad Nacional Andrés Bello. Es Magíster en Filosofía y pensamiento contemporáneo en la Universidad Diego Portales.
En1996 ingresó a trabajar como Secretario de Estudios de la Universidad Arcis.
En 1997 se desempeñó como secretario docente del Instituto Nacional del Fútbol (INAF) fecha de acreditación académica del organismo.
Su formación académica considera el egreso del Magíster de Derecho Público cursado en la Universidad de Chile, un curso OPDAT de Litigación Oral en el Sistema Acusatorio impartido por docentes norteamericanos del Departamento de Justicia de Estados Unidos, y un diplomado de Derecho Penal Parte Especial en la Universidad de Salamanca.
Ejerció docencia como capacitador en litigación en la Fiscalía Regional Metropolitana Sur, como profesor titular de Derecho Penal y Procesal Penal a los aspirantes a Policías OPP en la Escuela de Investigaciones de la Policía de Investigaciones de Chile; a su vez, participó en calidad de invitado único del país en el Seminario de Manual de Lucha Contra El Secuestro, organizado por la ONU y por Proderecho para impartir clases de litigación al Estado de Chihuahua, Ciudad de Juárez, México.
En 2005 interviene como fiscal en el primer juicio oral de la Reforma Procesal de la Región Metropolitana.
El año 2011 fue designado por el Fiscal Nacional como fiscal capacitador en todo Chile de los cursos de especialización en Investigación Criminal Inicial y Avanzado, y en noviembre del mismo año fue designado por el Fiscal Nacional como relator Interno de la academia de entrenamiento a fiscales en el ámbito de la Investigación Criminal Inicial y Compleja. En el mismo año se graduó de la Academia Nacional de Estudios Políticos y Estratégicos (ANEPE), organismo académico dependiente del Ministerio de Defensa como diplomado en el curso de Inteligencia en el Estado Contemporáneo, haciendo su tesina respecto de la instalación de la unidad intervención criminal temprana en la Fiscalía de Puente Alto.
Está casado y tiene cuatro hijos. 

## Denuncia calumniosa
En julio de 2008, el fiscal nacional de esa época, Sabas Chahuán encargó dirigir la investigación sobre la supuesta relación entre Juan Pablo Buono-Core, fiscal adjunto de la Zona Metropolitana Sur en aquel entonces, con el abogado de la banda de narcotraficantes “Los Cavieres”. El abogado Ariel Marín, que había sido acusado de asociación ilícita y lavado de dinero, declaró que Buono-Core le habría ofrecido beneficios para uno de sus clientes si le compraba un vehículo en septiembre de 2007. La investigación no halló pruebas del supuesto vínculo y la causa fue sobreseída definitivamente a fines de 2008. Posteriormente Ariel Marin fue condenado a la pena de 61 días por denuncia calumniosa en contra de las acusaciones efectuadas contra el abogado.